# Seelenschlaf
Seelenschlaf ist eine Bezeichnung für den Glauben, dass die Toten schlafen bis zur Auferstehung.

## CalvinsNachtwache der Seele1534
Calvins erste Schrift theologischen Inhaltes war Psychopannychia („Nachtwache der Seele“) (Orléans, 1534), in der er die Lehre vom Seelenschlaf zwischen Tod und Jüngstem Gericht verurteilte. Später folgte eine französische Fassung; Psychopannychie – La nuit ou le sommeil de l’âme (Genf, 1558).

## Streitschriften über den Seelenschlaf Luthers
Martin Luther beschrieb häufig den Tod als eine Art Schlaf. Im 18. und 19. Jahrhundert war es umstritten, ob Luther Seelenschlaf gelehrt hatte. Der lutherische Historiker Gottfried Fritschel (1867) meinte, dass diese Lehre in Luthers Werken zu finden sei.

## Der Mortalismus von Milton, Hobbes, Locke und Newton
In England bekämpfte Thomas More mit denselben Argumenten wie Calvin die Lehre vom Seelenschlaf, trotzdem war Mortalismus im England der Aufklärung weit verbreitet. Führende Persönlichkeiten der frühen Aufklärung wie Milton, Locke, Hobbes und Newton lehnten die Unsterblichkeit der Seele ab.